# Peregrin Teuschl

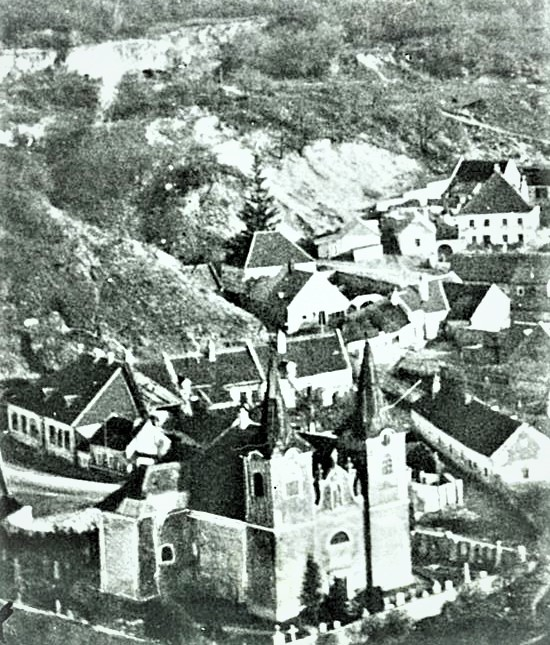
Kaisersteinbruch, das Stockhaus rechts oben, der Torbogen führte in Peregrin Teuschls Anwesen

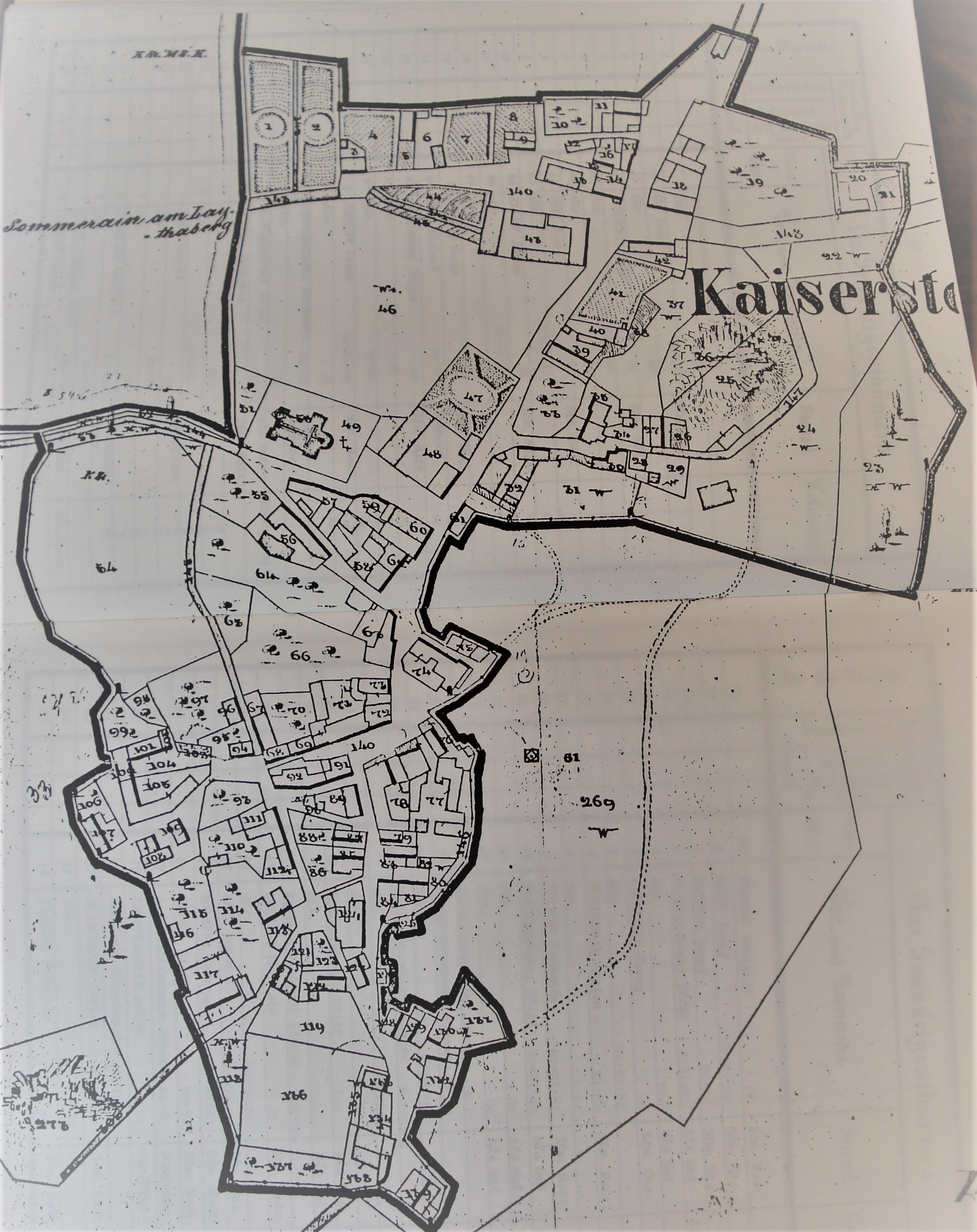
Parzellenprotokoll Kaisersteinbruch 1856. Peregrin Teuschl Nr. 23–25 Steinbruch, Wald; Nr. 42 Gehöft; Nr. 78 sein Anwesen

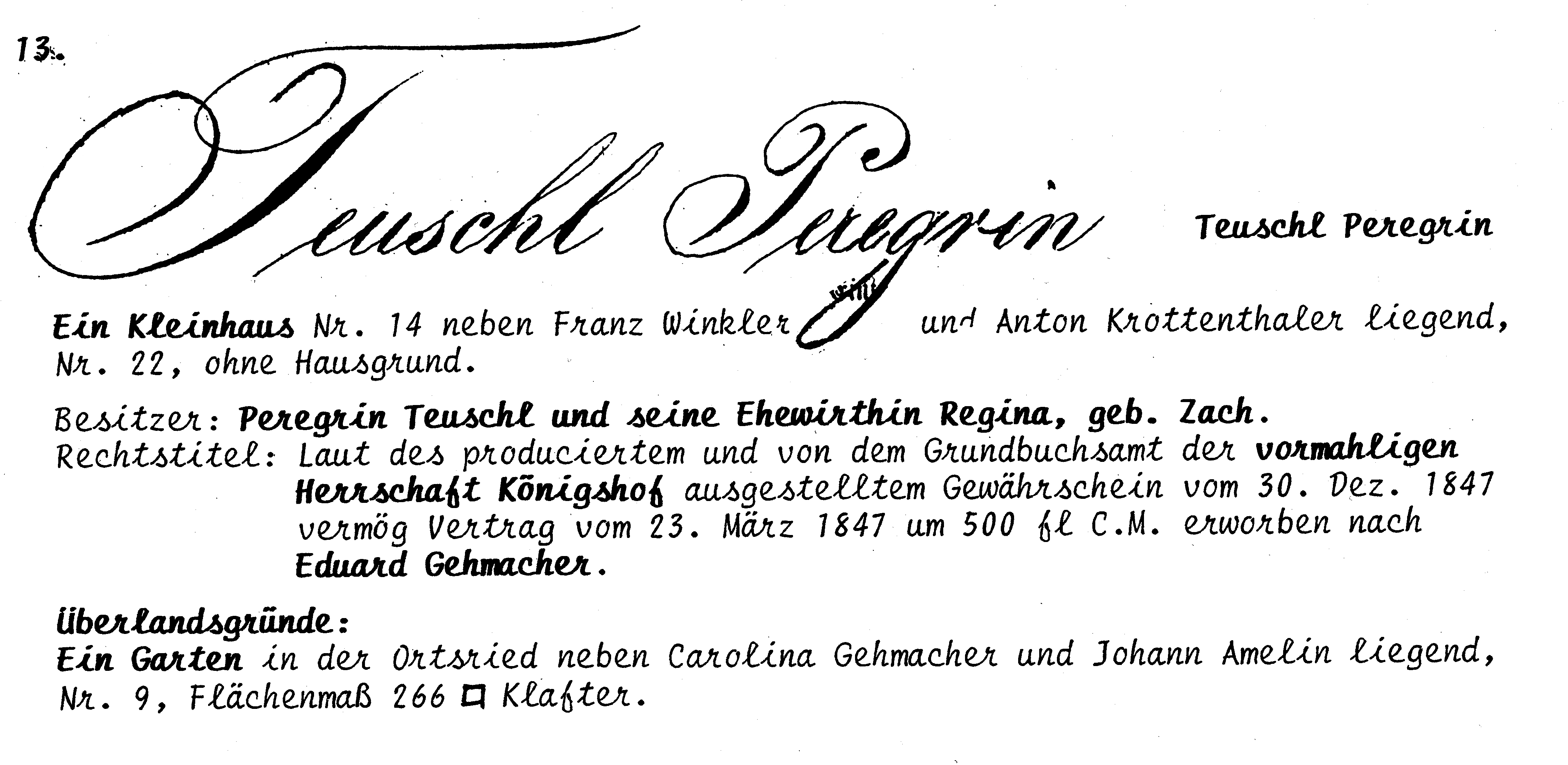
Grundbuch 1851

Peregrin Teuschl (* 27. April 1822 in Kaisersteinbruch, Westungarn, heute Burgenland; † 9. Oktober 1870 in Wien) war ein österreichisch-ungarischer Steinmetzmeister und Bildhauer des Historismus.

## Leben

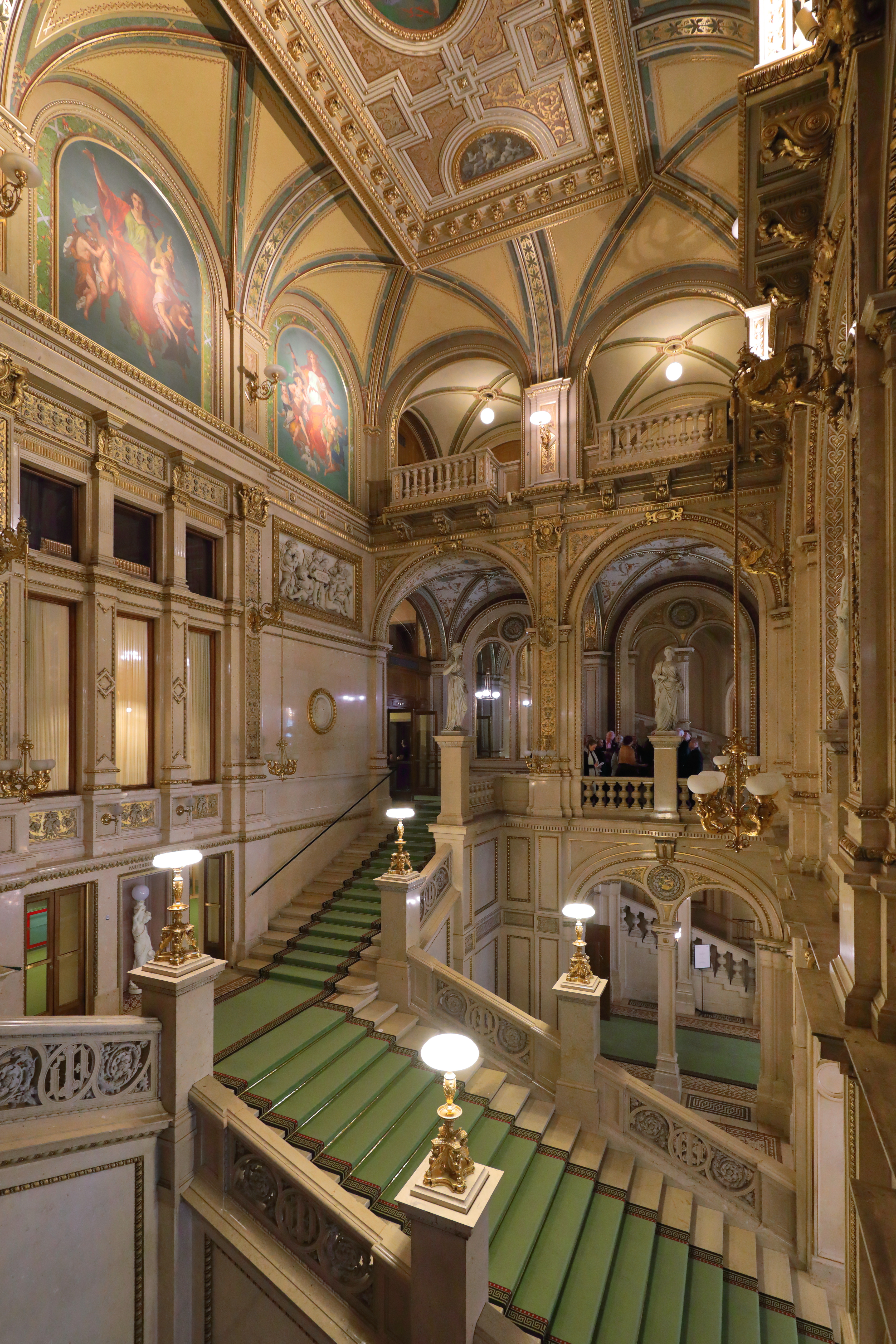
Feststiege der Hofoper mit Kaisersteinstufen

Peregrin wurde als Sohn des Kaisersteinbrucher Steinmetzmeisters Anton Teuschl († 1859) und der Anna Mayer geboren. Sein jüngerer Bruder Carl kam 1840, also 18 Jahre später, zur Welt. Sein Großvater mütterlicherseits war der Webermeister und Ortsrichter Petrus Mayer.
Er lernte das Steinmetz-Handwerk beim Vater, heiratete als ausgebildeter Meister 1846 Regina Gehmacher, Witwe nach dem Kaisersteinbrucher Steinmetzmeister Eduard Gehmacher, der drei Monate nach seiner Hochzeit im Jahre 1845 mit 22 Jahren starb. Durch diese Ehe übernahm er (als Pächter) zu seinem Besitz (Haus und Steinbruch) einen Wald und Überlandgärten. 1847 wurde Sohn Franz geboren.

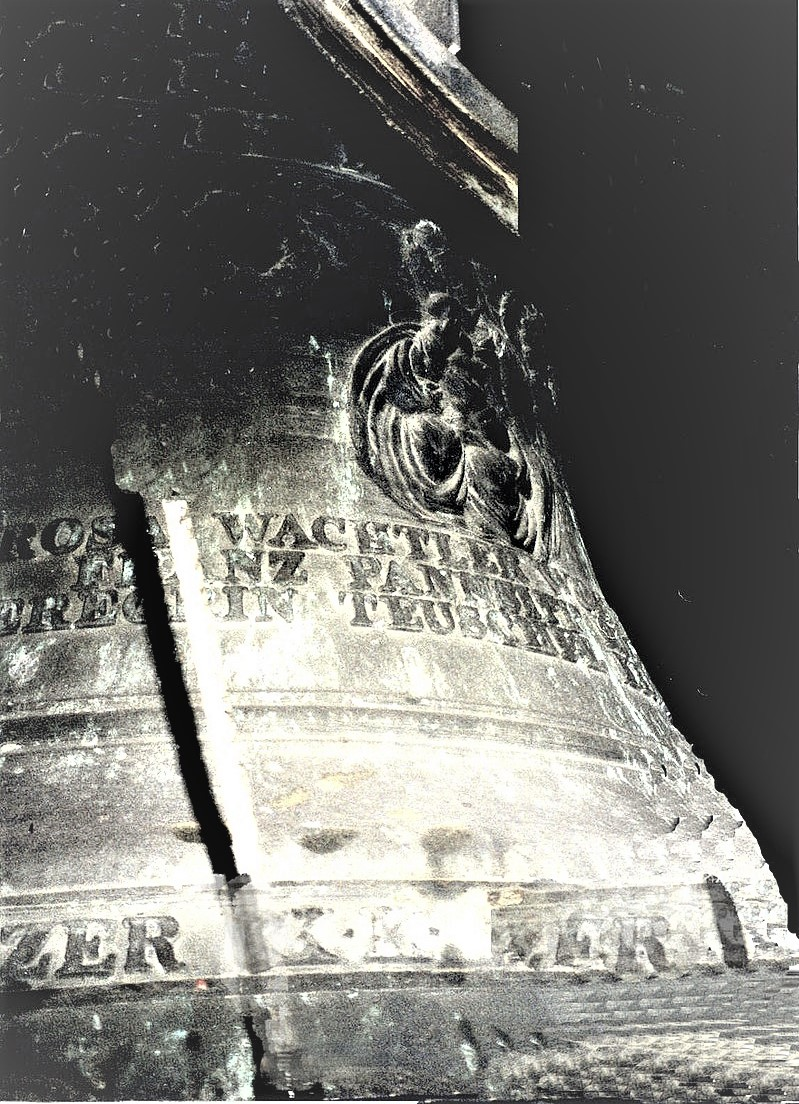
Hl. Dreifaltigkeits-Glocke

### Vertrag wegen Ablösung seines Grundes
Johann von Krónes, Finanzbeamter im Comitat Wieselburg, in einem Schreiben vom 22. Februar 1852 an Abt Edmund Komáromy vom Stift Heiligenkreuz: „… war der Vertrag mit Peregrin Teuschl wegen Ablösung seines Grunds – benannter Teuschl hat sich ausgewiesen mit seinem Kaufvertrag des Jahres 1766 welchen er vorzeigte samt Gewährbrief und erklärte, seinen erkauften Grund auf keinen Fall abzutreten. Natürlich dieser Grund ist schon praescribirt (verordnet) und kann in summarischen Wege … solcher Einlösung nicht stattgegeben werden.“

### „Hl. Dreifaltigkeit“-Glocke
Das Ehrenamt des Kirchenvaters wurde zahlungskräftigen Meistern anvertraut, 1851, in Teuschls Jahren, ist der Kauf einer Glocke dokumentiert, gegossen vom Hof-Glockengießer Hilzer zu Wiener Neustadt. Inschrift der letzten erhaltenen Kaisersteinbrucher Kirchenglocke: Unter dem hochwürdigen Herrn Pfarrer Ludwig Schindler, Rosa Wachtler Wohltäterin, Franz Pansipp Richter, Peregrin Teuschl Kirchenvater.
ZU EHREN DER HL. DREIFALTIGKEIT -
WIR RUFEN DIE DREIFALTIGKEIT MIT ALLEN HEILIGEN -
LASSET UNS ANBETEN UND NIEDERFALLEN VOR GOTT.

## Grundbuch 1851
Der Gefertigte Peregrin Teuschl erscheint am 24. Oktober 1851 und sucht um grundbücherliche Eintragung an, für sich und seine Ehewirtin Regina, geborene Zach.
Ein Kleinhaus Nr. 14 neben Franz Winkler und Anton Krottenthaler liegend, ohne Hausgrund. Laut Gewährschein des Grundbuchamtes der Herrschaft Königshof vom 30. Dezember 1847 um 500 Gulden CMz. erworben nach Eduard Gehmacher.
Ein Kleinhaus Konsk.Nr. 3 neben dem Garten des Franz Haas und der Straße liegend, Top. Nr. 5, ohne Hausgrund. Rechtstitel: Laut Testament vom 14. Mai 1850 nach Rosa Wachtler um den inventarischen Schätzungswert von 400 Gulden CMz. erblich erworben.
Überlandgründe: Ein Wald in der Ortsried neben Adalbert Koresch und Daniel Jando liegend, nebst dem dabei befindlichen Steinbruch mit 4.469 Quadratklafter. Laut Gewährschein vom 30. Dezember 1847 um 415 Gulden CMz. erblich erworben nach Katharina Gehmacher.

## Kaisersteinbrucher Richter 1852–1859
Der Lehrer Johann Wimmer schrieb in seinem Gedenkbuch: „… die ganze Gemeindeverwaltung geriet in eine Unordnung, sogar mit dem Ortsrichter Franz Pansipp in einen Rechnungsprozess, was zur Folge hatte, dass Pansipp ganz unvermutet vom Richteramt enthoben und Peregrin Teuschl zum Ortsrichter erwählt wurde. Aber auch unter diesem Richter konnten die Finanzfragen nicht geschlichtet werden (oder sollten nicht?)“.
Ehefrau Regina starb 1856 an Lungensucht, 1857 heiratete er Juliana, Witwe des Jägers Georg Ziegler.

## Freisprechbuch der Steinmetzen und Maurer in Kaisersteinbruch, ab 1807 Steinbruch

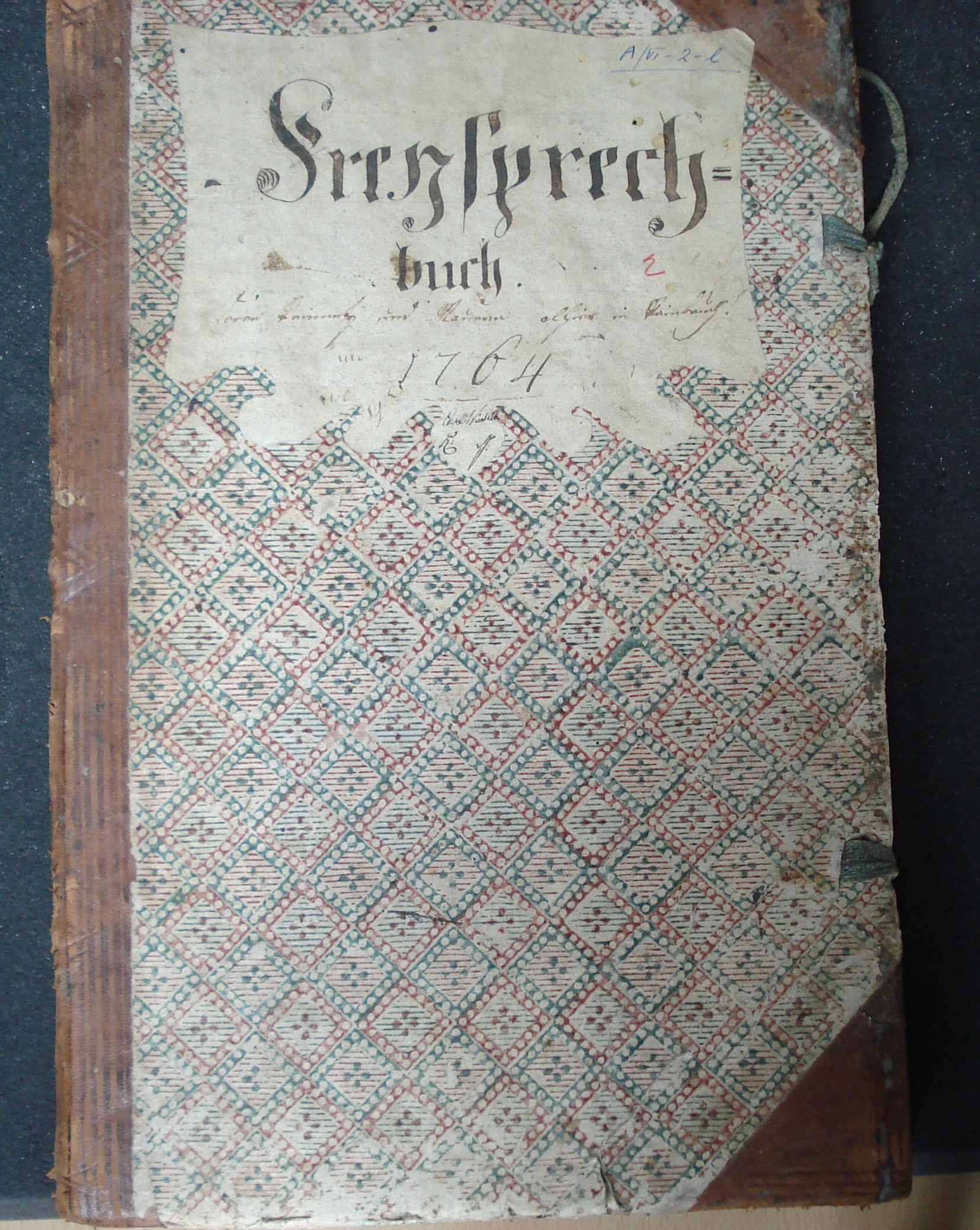
Freysprechbuch des Handwerks der Steinmetzen und Maurer in Kaisersteinbruch 1764

In diesem Kaisersteinbrucher Freysprechbuch wird dokumentiert, dass Sommerein, Mannersdorf, Hof und Au von 1649–1801 im Kaisersteinbrucher Handwerk der Steinmetzen und Maurer incorporiert waren, Maria Loretto verblieb (im Dokument bis 1824). Peregrin Teuschl war Lehrmeister für das Steinmetzhandwerk, eine kleine Auswahl:

„Hat Herr Peregrin Teuschl, Steinmetzmeister allhier, bei öffentlicher Lade der Steinmetzen und Maurer freigesprochen Petrus Putz, der hat 5 Lehrjahre bei Peregrin Teuschl richtig und ehrlich erstreckt, dessen Eltern waren Johann Putz, Schneidermeister allhier.“

Peregrin Teuschl konnte im Handwerk der Steinmetzen und Maurer in Kaisersteinbruch mehrere Jungen zu Steinmetzgesellen freisprechen (Auswahl): 1858-Rochus Faulhuber, 1859 Johann Radschödl,..

## Die Meister des Kaisersteinbrucher Steinmetzhandwerkes
Teuschl amtierte als Richter von 1852 bis 1859, seine Mitmeister in diesen Jahren waren Franz Abt, Caspar Niergl, Johann Amelin, Johann Krasny, Stephan Heischmann, Ferdinand Krukenfellner sen., Georg Koppitsch, Franz Nunkowitsch, Franz Pansipp, Anton Teuschl, Michael Tiefenbrunner, Franz Wanderl, Michael Weidbacher, Franz Winkler.

### Wiener Ringstraße
Das Ereignis dieser Jahre war das Handschreiben von Kaiser Franz Joseph I. am 25. Dezember 1857 mit der Einleitung: „Es ist Mein Wille ..“. Es bedeutete den Beginn der Planungen für die Wiener Ringstraße. Die Abbrucharbeiten zogen sich von 1858 bis 1874 hin. Durch die Auflassung des Befestigungsgürtels um die Innere Stadt wurde Platz für ein der kaiserlichen Haupt- und Residenzstadt Wien würdiges Opernhaus geschaffen.

### Wiener Hausbesitzer und Stadt-Steinmetzmeister
Peregrin Teuschl kaufte das Wohnhaus im 3. Bezirk, Rennweg Nr. 31. Er konnte sich in der Wiener-Steinmetzinnung gut behaupten, der Titel eines Stadtmeisters verschaffte ihm Zugang zu den besten Aufträgen.

### Der „Alte Teuschl-Bruch“
Der Alte Teuschl-Bruch von Peregrin Teuschl lieferte den besten, härtesten Kaiserstein. Ab 1861 wurden daraus Werkstücke vor allem für die Oper gefertigt.

### Steinmetz-Großauftrag des Stiftes Heiligenkreuz
Teuschl erhielt von Abt Edmund Komáromy einen Steinmetz-Auftrag über Kaiserstein-Werkstücke. Von 1860 bis 1862 wurden geliefert: Pflasterplatten für die Mühle des Stiftes, Gesimse, Sockel verschiedener Größen, Pfeiler und Stiegenstaffel für das Stiftsgebäude, ein Taufbrunnen im byzantinischen Stil aus vier Stücken, nach Entwurf von Domarchitekt Lippert von Granberg, verschiedene Gesimse für die Stiftskirche, Kapitelle, Pflasterplatten zum Haupteingang und Grenzsteine mit dem Wappen des Stiftes für die Kirche zu Pottendorf.

### Der Steinbruch wurde zu einem See
Der Steinbruch des Peregrin Teuschl wurde so tief ausgebeutet, dass plötzlich eine reiche Wasserquelle entsprang, die den Steinbruch bald in einen See zu verwandeln drohte. Dem Steinbruchpächter gelang es zwar, die Quelle für immer zu verschlagen, doch das schon stehende Wasser konnte nicht verlaufen, und man war gesonnen, einen Fischteich daraus zu machen. Das stehengebliebene Bruchwasser floss jedoch durch eine Steinwandkluft, die sich bei weiteren Steinbrucharbeiten auftat, ab. Der Steinbruch ist ausgebeutet und liegt nun öde da.

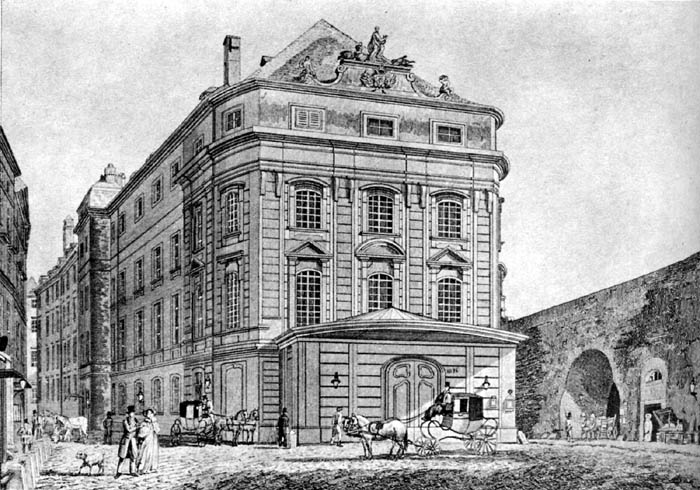
Das Kärntnertortheater neben der Stadtmauer wurde 1870 abgerissen

### Abbruch des Kärntnertortheaters, Bau der Hofoper
Im Stadterweiterungsfonds, im Akt für Bauadaptierungen beim alten Kärntnertortheater, heute das Hotel Sacher, aus Anlass der Niveau-Ausgleichung zwischen demselben und dem neuen Opernhausbau, ist Peregrin Teuschls Name aufgeschrieben. .. Das k.k. Staatsministerium findet Ihr Offert bezüglich der am alten Kärntnertortheatergebäude vorzunehmenden Adaptierungen für die Maurer=Steinmetz= Tischler=Spengler=Anstreicher= und Malerarbeiten .. zu genehmigen und Ihnen kontraktlich zu übertragen.
Am 8. Februar 1870 fand die letzte Vorstellung statt, danach wurde es demoliert.

## Tod in Wien
Am 9. Oktober 1870 starb Peregrin Teuschl, Hausbesitzer und Steinmetzmeister, 48 Jahre, von Kaisersteinbruch in Niederösterreich, an schwerem Schlag, am Rennweg 32.

## Begräbnis in Kaisersteinbruch
Peregrin Teuschl verheiratet, wohnhaft in Kaisersteinbruch Nr. 48, am 9. Oktober 1870 in Wien .. sehr schnell gestorben. Es erfolgte eine Obduktion, danach wurde der Leichnam in einen zweifachen Metallsarg gelegt und mit behördlicher Genehmigung des Wiener Magistrates am 12. Oktober 1870 zur Bestattung nach Kaisersteinbruch gebracht. Die Einsegnung erfolgte durch den Verwalter von Königshof Pater Cajetan Sevignani.

### Sohn Franz Teuschl, Steinmetzmeister
Franz, Sohn des Peregrin Teuschl und der Regina, trat das Erbe des Vaters an, als Hausbesitzer in Wien, als Steinbruchpächter samt dem Gut in Kaisersteinbruch. Er lieferte unter anderem für die beiden Hofmuseen.

## Archivalien
- Wiener Stadt- und Landesarchiv: Steinmetzakten, Totenbeschauprotokolle.
- Stift Heiligenkreuz Archiv: Kirchenbücher, Register, Steinmetzauftrag.
- Allgemeines Verwaltungsarchiv: Akten des Stadterweiterungsfonds, Altes Kärntnertortheater, Bau der Hofoper, 1861